# موتور پمپ خداد بهرام‌نژاد
موتور پمپ خداد بهرام‌نژاد یک منطقهٔ مسکونی در ایران است که در دهستان ارزوئیه واقع شده‌است. موتور پمپ خداد بهرام‌نژاد ۲۰ نفر جمعیت دارد.